# Reddingius
Reddingius (ook: Benthem Reddingius, à Brakel Reddingius, Folmer Reddingius, Lubeley Reddingius en Roskamp Reddingius) is een Nederlandse familie die is opgenomen in het genealogische naslagwerk Nederland's Patriciaat.

## Geschiedenis
De oudst bekende stamvader van het geslacht is ds. Judocus Reddingius die in 1566 op het landgoed Reddingshove bij Hamm in Duitsland werd geboren. Hij was rector van de Latijnse school te Haselünne en predikant te Oostermeer en Eestrum. Zijn nazaten werden evenals Judocus predikant en in de loop er jaren gingen leden tevens bestuurlijke functies vervullen. 
De genealogie van de familie werd in de jaargangen 3 en 30 in het Nederland's Patriciaat opgenomen.

## Enkele telgen
Judocus Reddingius (1566-1642), predikant en huwde Sijke Wijbes
- Wibrandus Gerardus Reddingius (1627-1678), predikant en huwde Petronella Brakel
  - Regnerus Petrus Reddingius (1666-1726), predikant en huwde Geertruid Hoveling
    - Fredericus Reddingius (1700-1782), predikant en huwde Anna Acker
      - Regnerus Petrus Reddingius (1730-1808), predikant en huwde Elisabeth Klazina Benthem
      - Wibrandus Gerardus Reddingius (1776-1852), predikant en huwde Wijtje Benthem
        - Regnerus Petrus Reddingius (1798-1883), koopman en huwde Engelina Uden Krull
          - Wibrandus Gerardus Reddingius (1822-1902), predikant en huwde Korneliske Niehoff
            - Gerard Hendrik Reddingius (1851-1918), wijnhandelaar te Ten Boer en huwde Jantje Boerma
              - Petrus Frederik Reddingius (1866-1950), gemeentesecretaris van Ten Boer en huwde Klaassien Pesman, lid van de familie Pesman

        - Rutger Adolf Benthem Reddingius (1801-1863), burgemeester van Ten Boer en huwde Catharina Folmer
          - Tiddo Folmer Reddingius (1829-1905), arts en huwde Jantje van der Tuuk
            - Grietje Reddingius (geb. 1861), huwde Willem Johannes Philippus an Waning

          - Wibrandus Gerardus Reddingius (1844-1900), burgemeester van Ten Boer en huwde Jantje Wierda

        - Jodocus Henricus Reddingius (1810-1891), predikant te Hiaure, Nijkerk, Stiens, Morra en huwde Aaltje Helder
          - Wibrandus Gerardus Reddingius (1841-1875), predikant te Deurne en huwde Louisa Justina Margaretha Sibinga
            - Aaltje Reddingius (1868-1949), sopraan en huwde Michiel Noordewier
            - Joannes Reddingius (1873-1944), dichter en huwde Sophia Geertruida van Harlingen
- Bernardus Reddingius (1638-1705), predikant en huwde Aaltje Johannes Walwijk